# ヒスケンススティープルチェイス
ヒスケンススティープルチェイス(A.V. Hiskens Steeplechase)とはオーストラリア・ビクトリア州メルボルン郊外のムーニーバレー競馬場でかつて行われていた競馬の競走である。本競走は別定重量で行われ、距離は3712m、賞金総額は20万AUドルである。
1936年に創設され、オーストラリアの障害シーズンの締め括りとして行われる大レースであった。1969年、1970年には後にイギリスに移籍してグランドナショナルでレッドラムの2着となったクリスプが連覇。2007年は8連勝中のサムアーベントがオーストラリア障害競走のタイ記録となる9連勝を目指し出走したが3着に敗れた。
中山グランドジャンプとのつながりも深く、本競走優勝馬の中では招待競走となった2000年に来日したメイビーラフや、2002年に外国馬として初めて優勝したセントスティーヴンなど4頭が出走している。
2010年シーズンをもってムーニーバレー競馬場のあるビクトリア州が障害レースを廃止したため、現在は実施されていない。

## 歴代優勝馬
| 施行日 | 優勝馬         | タイム  | 優勝騎手   | 管理調教師 |
| ------ | -------------- | ------- | ---------- | ---------- |
| 1998年 | Maybe Rough    | 4.22.40 | B.Scott    | J.Wheeler  |
| 1999年 | Marlborough    | 4.31.53 | C.Durden   | J.Houlahan |
| 2000年 | Logician       | 4.27.91 | J.Evans    | A.Noonan   |
| 2001年 | St Steven      | 4.27.95 | B.Scott    | J.Wheeler  |
| 2002年 | St Steven      | 4.23.05 | B.Scott    | J.Wheeler  |
| 2003年 | Misty Weather  | 4.26.46 | A.Trinder  | M.Trinder  |
| 2004年 | Topzoff        | 4.14.07 | A.Garraway | P.Healey   |
| 2005年 | Sissano        | 4.15.71 | W.Harnett  | R.Laing    |
| 2006年 | Personal Drum  | 4.23.15 | C.Durden   | C.Hyland   |
| 2007年 | Spanish Symbol | 4:20.40 | A.Trinder  | T.Hughes   |
| 2008年 | Some Are Bent  |         | B.Mclean   | R.Smerdon  |
| 2009年 | Pentiffic      |         |            |            |